# Kostenart
Kostenarten (engl. cost elements) sind die in einem Unternehmen nach Kostenauflösung der Gesamtkosten entstehenden spezifischen Kostenkategorien, die nach bestimmten Kriterien aufgegliedert werden können.

## Allgemeines
Für die Transparenz der Kosten- und Leistungsrechnung ist es erforderlich, nicht nur Höhe und Verlauf der Kosten zu kennen, sondern auch die Art der Kosten. Die Aufgliederung in einzelne Kostenarten ist für die Kostenartenrechnung von Bedeutung, der ersten von drei Stufen der Kosten- und Leistungsrechnung. Die zweite Stufe untersucht die Kosten danach, wofür sie angefallen sind (Kostenträgerrechnung), während die dritte Stufe fragt, wo (an welcher Kostenstelle) die Kosten angefallen sind (Kostenstellenrechnung). Dabei ist eine bestimmte Kostenart die Menge aller Kosten, bei denen ein bestimmtes Merkmal in gleicher Weise ausgeprägt ist. Bei der Bildung von Kostenarten sind die Grundsätze der vollständigen Erfassung, bedarfsgerechten Untergliederung, Vermeidung überflüssiger Einteilungskriterien, Unterteilung nach ihrer Weiterverrechnung und die Kennzeichnung kalkulatorischer Kostenarten zu beachten.

## Einteilungskriterien der Kostenarten
Die Kostenarten können im Hinblick auf verschiedene Kriterien gegliedert werden:
| Kriterium                              | Kostenart |
| -------------------------------------- | --- |
| Produktionsfaktorverbrauch             | Abschreibungen, Betriebsmittelkosten, Kapitalkosten, Materialkosten, Personalkosten, Werkstoffkosten                                       |
| betriebliche Funktionen                | Beschaffungskosten, Lagerkosten, Produktionskosten (Fertigungskosten/Herstellungskosten), Verwaltungskosten, Vertriebskosten, Wagniskosten |
| Verrechnung                            | Einzelkosten, Gemeinkosten |
| Kostenerfassung                        | aufwandsgleiche Kosten, kalkulatorische Kosten                                                                                             |
| Herkunft der Kostengüter               | Primärkosten, Sekundärkosten |
| Verhalten bei Beschäftigungsänderungen | Fixkosten, variable Kosten |
| tatsächliche Kostenhöhe                | Istkosten, Sollkosten, Standardkosten |

Einzelne Kostenarten können auch miteinander in Beziehung gebracht werden. So können beispielsweise Personalkosten fixe oder variable Kosten, Einzel- oder Gemeinkosten sein.
Untersucht man die im Produktionsprozess verbrauchten Produktionsfaktoren, so lassen sich Kostenarten in die genannten Hauptkriterien aufteilen. Eine weitere Verfeinerung (etwa der Kapitalkosten in Eigenkapital- und Fremdkapitalkosten) bringt mehr Transparenz in die Kostenartenrechnung. Bei der Wahl von Gliederungskriterien für Umfang und Tiefe der Gliederung der Kostenarten ist jedoch das Prinzip der Wirtschaftlichkeit zu beachten. Die durch eine feinere Gliederung gewonnenen, zusätzlichen Informationen müssen in einem vertretbaren Verhältnis zu den dadurch ausgelösten Verwaltungskosten stehen.

## Gesetzliche Erfordernisse
Aus gesetzlichen Gründen sind bestimmte Feingliederungen erforderlich. So dürfen bestimmte Kostenarten nach § 255 Abs. 2 und 3  HGB nicht bei den Herstellungskosten berücksichtigt werden, bei anderen wiederum besteht ein Aktivierungswahlrecht. Um diese Kostenarten identifizieren zu können, benötigt jedes Unternehmen entsprechende Transparenz im Rechnungswesen.
| Kostenart | § 255 HGB | § 203 UGB | IAS 2   |
| --- | --------- | --------- | ------- |
| Materialkosten | Pflicht   | Pflicht   | Pflicht |
| Fertigungsmaterial | Pflicht   | Pflicht   | Pflicht |
| Fertigungslohn | Pflicht   | Pflicht   | Pflicht |
| Sondereinzelkosten der Fertigung | Pflicht   | Pflicht   | Pflicht |
| Materialgemeinkosten, soweit keine Leerkosten                                                                                                | Pflicht   | Wahlrecht | Pflicht |
| Fertigungsgemeinkosten, soweit keine Leerkosten                                                                                              | Pflicht   | Wahlrecht | Pflicht |
| freiwillige Sozialkosten, Aufwendungen für soziale Einrichtungen, Aufwendungen für betriebliche Altersversorgung (herstellungsbezogen)       | Wahlrecht | Wahlrecht | Pflicht |
| freiwillige Sozialkosten, Aufwendungen für soziale Einrichtungen, Aufwendungen für betriebliche Altersversorgung (nicht herstellungsbezogen) | Wahlrecht | Wahlrecht | Verbot  |
| Allgemeine Verwaltungskosten, die der Produktion zugerechnet werden                                                                          | Wahlrecht | Verbot    | Pflicht |
| Allgemeine Verwaltungskosten, die nicht der Produktion zugerechnet werden                                                                    | Wahlrecht | Verbot    | Verbot  |
| Zinsen auf Fremdkapital, das für die Herstellung des Vermögensgegenstandes (qualifizierten Vermögenswertes) aufgenommen wurde                | Wahlrecht | Wahlrecht | Pflicht |
| außerplanmäßige Abschreibungen | Verbot    | Verbot    | Verbot  |
| Bereitstellungszinsen für Fremdkapital | Verbot    | Verbot    | Verbot  |
| Forschungskosten | Verbot    | Verbot    | Verbot  |
| Kalkulatorische Kosten | Verbot    | Verbot    | Verbot  |
| Leerkosten | Verbot    | Verbot    | Verbot  |
| Vertriebskosten | Verbot    | Verbot    | Verbot  |
| Umsatzsteuer, soweit das Unternehmen zum Vorsteuerabzug berechtigt ist                                                                       | Verbot    | Verbot    | Verbot  |

In § 275 Abs. 2 HGB wird darüber hinaus verlangt, dass der Materialaufwand mindestens in Aufwendungen für Roh-, Hilfs- und Betriebsstoffe und für bezogene Waren und Aufwendungen für bezogene Leistungen aufgeteilt wird, der Personalaufwand in Löhne und Gehälter und soziale Abgaben und Aufwendungen für Altersversorgung und für Unterstützung aufzugliedern ist. Die Abschreibungen sind zu untergliedern in immaterielle Vermögensgegenstände des Anlagevermögens und Sachanlagen und Vermögensgegenstände des Umlaufvermögens, soweit diese die in der Kapitalgesellschaft üblichen Abschreibungen überschreiten.

## Kostenartenplan
Der Kostenartenplan enthält sämtliche anfallenden Kostenarten. Die Kosten werden nach obigen Kriterien aufgeteilt. Als Teil des internen Rechnungswesens ist die Ausgestaltung und Gliederungstiefe des Kostenartenplans nur in obigen Ausnahmefällen  gesetzlich vorgeschrieben, ansonsten überwiegend den Unternehmen überlassen.
Ein Beispiel für einen Kostenartenplan ist die DIN 276 für das Bauwesen. Diese DIN untergliedert die Gesamtbaukosten von Bauwerken in sieben Kostenarten bzw. numerische Kostengruppen von eins bis sieben. Hierbei wird unterschieden in Kosten für Grundstück, Herrichten und Erschließen, Hochbau, Haustechnik, Außenanlagen, Einrichtungen und Baunebenkosten.

## Kontenplan
Um die feingegliederten Kostenarten im betrieblichen Rechnungswesen und in der Kostenrechnung erfassen zu können, muss der Kontenplan eine entsprechende Gliederung vorsehen. Dann kann etwa bei der Kontierung angefallener Kreditzinsen unmittelbar das Aufwandskonto „Zinsaufwand für aufgenommene Kredite“ angesprochen werden.